# ميريو
جو مي هي (من مواليد 2 نوفمبر 1981)، والمعروفة باسمها المسرحي ميريو، هي مغنية راب وكاتبة أغاني ومنتجة تسجيلات كورية جنوبية. وهي معروفة كـ مغنية الراب في فرقة الفتيات براون آيد غيرلز، وهي عضو سابق في فرقة الراب هوني فاميلي، ظهرت ميريو لأول مرة كـ مغنية منفردة في عام 2012، بعد ظهورها كمنتجة في الموسم الأول من برنامج شو مي ذا موني (Show me the money).

## النشأة
في مقابلتة، كشفت أنها بدأت كمغنية حيث والدتها تعمل كمدرسة موسيقية، ولديها عادة العزف على الموسيقى الكلاسيكية في الصباح، مما أثر عليها في الغناء منذ أن كانت في الخامسة من عمرها حتى المدرسة الإعدادية والمدرسة الثانوية، حتى غادرت المنزل في سن السابعة عشرة وذهبت طوال الطريق إلى داينغنو، سول، وأصبحت راقصة ومغنية راب، قبل أن تترك المدرسة الثانوية، وانضمت إلى كلية كندية في نادي الهيب هوب.

## المهنة
بدأت ميريو مسيرتها الموسيقية في عام 1999، عندما ظهرت في أغنية لفرقة الهيب هوب Honey Family.  انضمت إلى الفرقو بصفتها مغنية الراب الرئيسية في العام التالي، وشاركت في ألبومهم الثاني.  بعد أن تم انفصال الفرقة، ظهرت في أغاني فناني الهيب هوب الآخرين، بعد فترة وجيزة، تلقت ميريو وقبلت عرضًا من المغنية JeA للانضمام إلى فرقة براون آيد غيرلز، وأصبحت مغنية الراب في الفرقة التي ظهرت لأول مرة بألبوم بعنوان «قصتك» في مارس 2006. حققت الفرقة في نهاية المطاف نجاحًا رئيسيًا في عام 2009 بأغنيتها الناجحة Abracadabra ، والتي أعقبتها أغنيتها المشهورة على حد سواء "Sixth Sense"  في عام 2011.
في عام 2012، ظهرت ميريو كمنتجة في برنامج الراب التلفزيوني المسائي Show Me the Money ، وكانت الحكم الانثى الوحيدة في البرنامج، بعد سنوات بعد ظهورها في برنامج Show Me the Money ، ظهرت لأول مرة كفنانة منفردة بألبوم "MIRYO aka JOHONEY".  تضمن الألبوم تعاون مع مجموعة متنوعة من الفنانين، عادت فرقة براون آيد غيرلز مع ألبوم الاستوديو الخامس Black Box في يوليو 2013، وروجت لأغنية Kill Bill.  في تشرين الثاني / نوفمبر من ذلك العام، شكلت ميريو وزميلتها في فرقة براون آيد غيرلز نارشا فرقة فرعية تسمى M&N.  أصدرت الوحدة الفرعية أغنيتها الفردية الأولى بعنوان «الليلة» في 11 نوفمبر.
أصدرت ميريو ألبومها الفردي "Queen" في يوليو 2015، في سبتمبر من ذلك العام، غادرت هي والأعضاء الآخرون من فرقة بروان آيد غيرلز وكالتهم Nega. وقعت الفرقة مع Mystic Entertainment في أكتوبر، وأصدرت ألبومهم Basic في الشهر التالي.

### كتابة الاغاني
بالإضافة إلى كونها مغنية راب، فإن ميريو هي أيضًا كاتبة أغاني. من بين الفنانات الإناث، تتمتع ميريو بحقوق الطبع والنشر لمعظم الأغاني التي كتبتها لعدة فنانيين، حيث بلغ إجمالي الأغاني من كتابتها 56 أغنية بحلول مارس 2013. كانت مؤلفة ومغنية لفرقة هوني فيملي وكذلك فرقتها الحالية بروان آيد غيرلز.

## روابط خارجية
- ميريو على موقع ميوزك برينز (الإنجليزية)
- ميريو على موقع ديسكوغز (الإنجليزية)